# Hathiyahi
Hathiyahi (en népalais : हथियाही) est un comité de développement villageois du Népal situé dans le district de Rautahat. Au recensement de 2011, il comptait 5 296 habitants.